# 이달준
이달준(李達俊, 1939년 5월 30일 ~ 2010년 9월 19일)은 대한민국의 탁구선수였다. 1960년 인도 봄베이 아시아선수권대회에서 단식 은메달을 획득하였다. 이후 미국에 이민을 가서 미국 국가대표로 활동하였다.